# Antennella avalonia
Antennella avalonia är en nässeldjursart som beskrevs av Torrey 1902. Antennella avalonia ingår i släktet Antennella och familjen Halopterididae. Inga underarter finns listade i Catalogue of Life.